# Hélène Langevin-Joliot
Hélène Langevin-Joliot (ur. 17 września 1927 w Paryżu) – francuska fizyczka, córka Irène Joliot-Curie, żona Michela Langevina (wnuka Paula Langevina, blisko związanego z Marią Skłodowską-Curie). Zajmuje się fizyką jądrową.

## Życiorys
Studiowała w Institut de physique nucléaire d'Orsay (Instytucie Fizyki Jądrowej w Orsay) oraz École supérieure de physique et de chimie industrielles de la ville de Paris (ESPCI). Pracowała dla Centre national de la recherche scientifique (CNRS) i Instytutu Fizyki Jądrowej na Uniwersytecie Paryskim. Jest przewodniczącą Unii Racjonalistycznej, założonej przez Paula Langevina. 
Jej syn Yves Langevin jest astrofizykiem.